# Matīši
Matīši – wieś na Łotwie, w krainie Liwonia, w novadsie Valmiera. W latach 2009–2021 stolica novadsu Burtnieki. Według danych na rok 2007, w miejscowości mieszkało 580 osób.